# Агафонов Валерій Іванович
Валерій Іванович Агафонов  (нар. 18 вересня 1950) — український радянський партійний діяч, секретар Одеського обласного комітету КПУ, 1-й секретар Роздільнянського районного комітету КПУ Одеської області, голова Роздільнянської районної ради народних депутатів Одеської області.

## Біографія
Освіта вища. Член КПРС.
До вересня 1986 року — заступник завідувача відділу сільського господарства і харчової промисловості Одеського обласного комітету КПУ.
З 20 вересня 1986 до червня 1990 року — 1-й секретар Роздільнянського районного комітету КПУ Одеської області.
З березня 1990 року — голова Роздільнянської районної ради народних депутатів Одеської області.
У червні 1990 — 1991 року — секретар Одеського обласного комітету КПУ.
У 1990-х роках — генеральний директор Одеського обласного агротехсервісу, голова правління відкритого акціонерного товариства «Облагропостач» у місті Одесі. На 2001 рік — директор Одеської філії Національної акціонерної компанії «Украгролізинг».
Потім — на пенсії в місті Одесі.

## Нагороди
- медалі
- Почесна грамота Кабінету Міністрів України (22.09.2001)